# Dasyuromyia tarsalis
Dasyuromyia tarsalis là một loài ruồi trong họ Tachinidae.